# Nanni di Bartolo

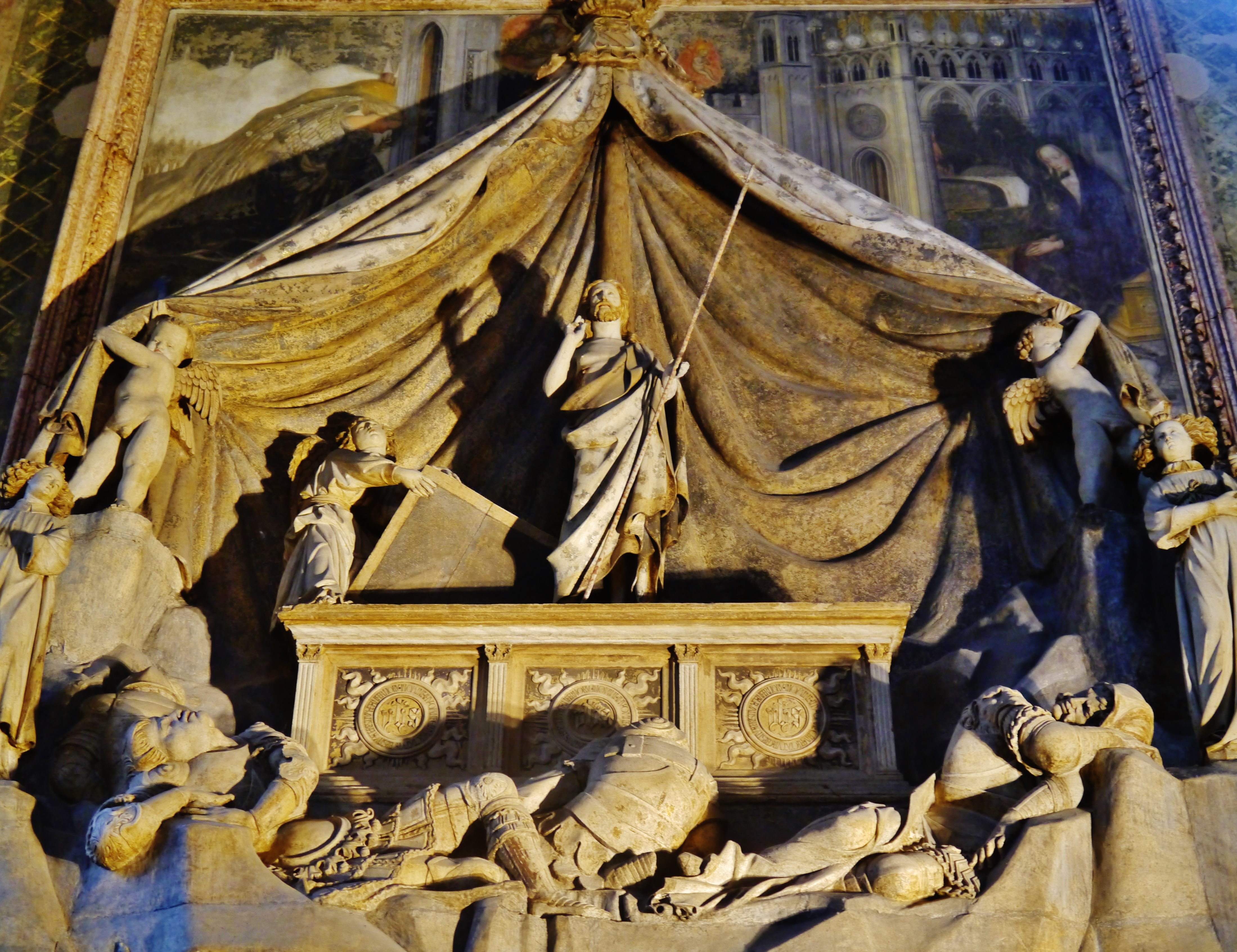
Grupo Resurrección en el Monumento a Brenzoni, San Fermo Maggiore, Verona, finales de la década de 1420 a 1439.

Nanni di Bartolo, también conocido como il Rosso («el pelirrojo»), fue un escultor florentino del Renacimiento temprano, un contemporáneo un poco más joven de Donatello. Se desconocen sus fechas de nacimiento y muerte, pero está registrado como maestro activo desde 1419 hasta 1451.
No debe confundirse con el escultor florentino Nanni di Banco, un poco mayor y más prominente, y a menudo se le llama il Rosso en la historia del arte para evitar esto. En ambos casos «Nanni» es una contracción de «Giovanni», la forma italiana para «Juan». Era hijo de un fray Bartolo.
Después de una serie de encargos prominentes trabajando con Donatello, el destacado escultor de la época en Florencia, que entonces era el principal centro innovador de  la escultura renacentista italiana, se registra que il Rosso abandonó Florencia en febrero de 1424, «al menos en parte para escapar deudas». Tal vez también reconoció que no podía competir al más alto nivel con la generación de escultores de gran talento activa en Florencia. Durante al menos los siguientes quince años, parece haber trabajado en Venecia y las partes venecianas del norte de Italia, difundiendo el estilo florentino, pero también acomodándolo al gusto local persistente por los elementos del gótico internacional.

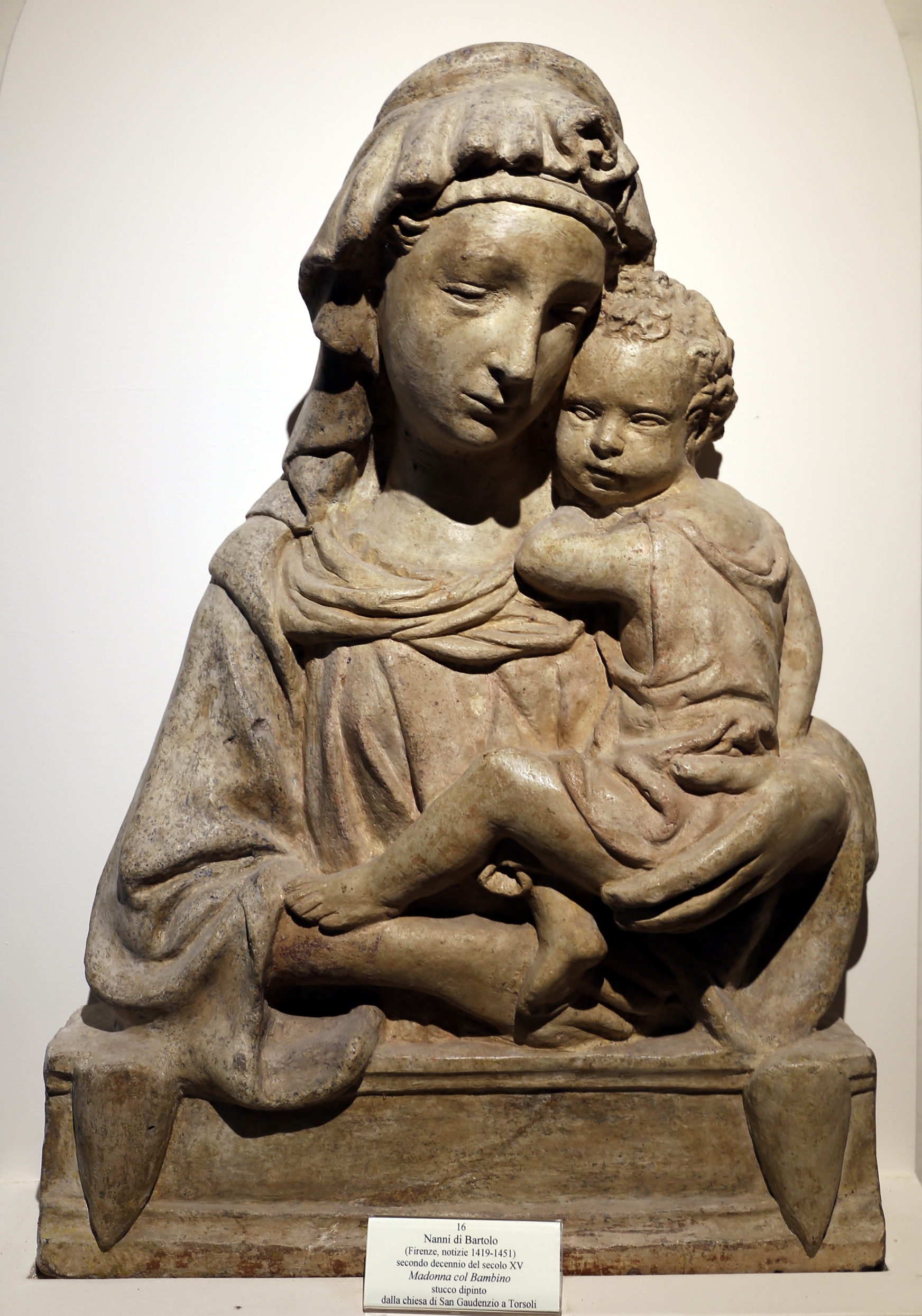
Yeso estilo «madonna ghibertiana», tipo A, década de 1410.

Muchas obras, en su mayoría pequeñas pero algunas grandes, se le atribuyen con diversos grados de certeza, pero algunas están firmadas. Estos incluyen trabajos en terracota y yeso, muchos relieves o bustos de la Virgen María o santos. El fechaje proviene completamente de documentos como contratos.

## Obras

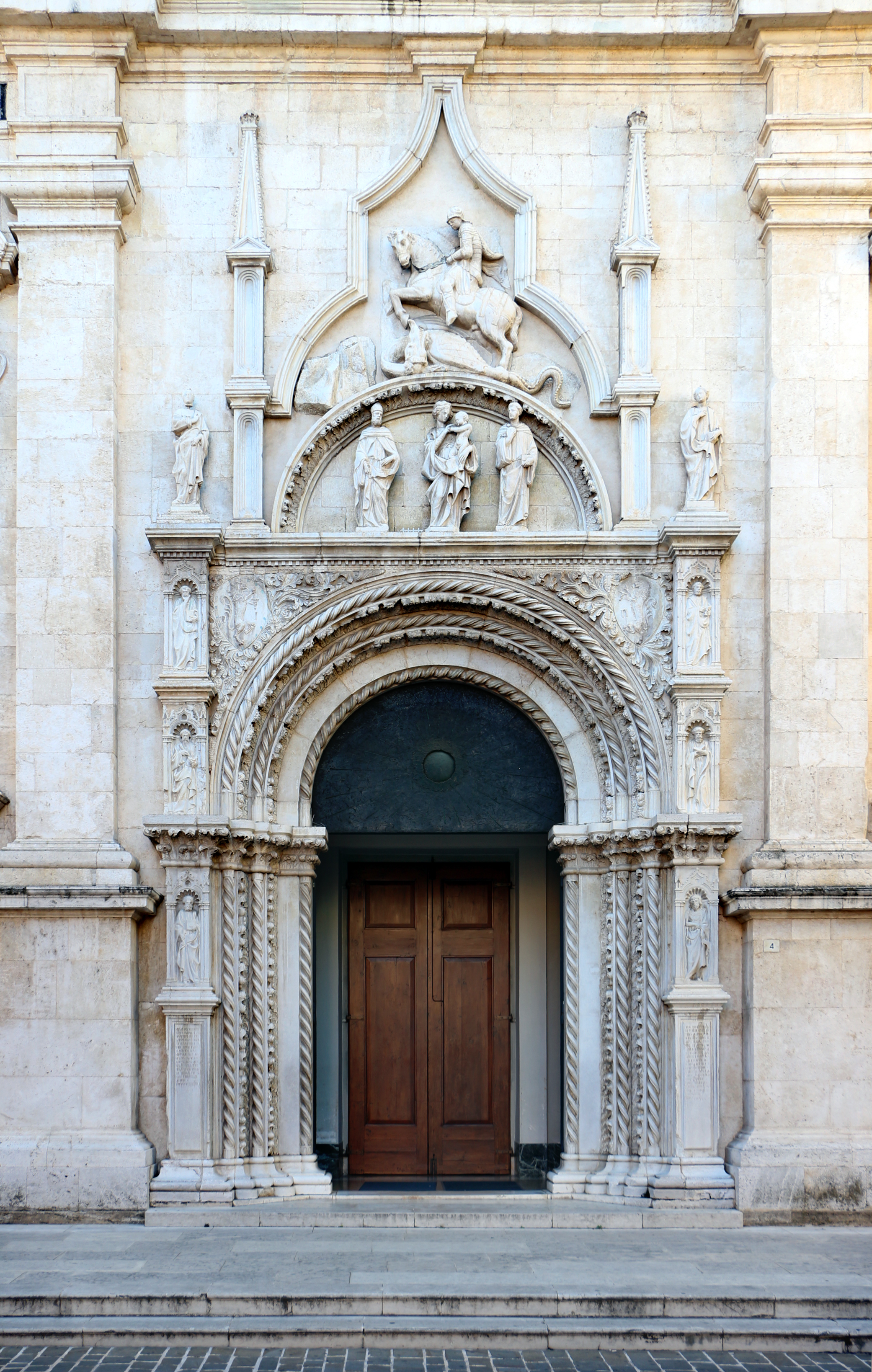
Portal de entrada a la Basílica de San Nicolás de Tolentino, 1432-1435

Se le atribuyen varias obras menores anteriores a 1410, especialmente algunas de un tipo de Virgen con Niño de medio cuerpo en relieve o independientes, de las cuales se conservan muchas versiones en diversos materiales, y para las cuales Lorenzo Ghiberti pudo haber producido los prototipos, por lo que en ocasiones se les denomina «madonna ghibertiana», con Tipos A y B, según la postura de las manos de la Virgen.
Rosso colaboró con Donatello en estatuas para los niveles superiores del Campanario de Giotto contiguo al Duomo (catedral) de Florencia, en 1419 como «un maestro joven de pleno derecho» y en 1421 como un «socio virtual» de Donatello. Inició también una figura posteriormente reasignada a Bernardo Ciuffagni. Firmó una estatua del profeta Abdías, terminada en 1422 según los registros del Duomo, y probablemente trabajó con Donatello en el Sacrificio de Isaac (1421), donde quizás hizo las cortinas, y un «joven profeta» o Juan el Bautista donde quizás hizo más.
Todas las figuras de esta serie fueron reemplazadas en el Campanile por réplicas en 1940, y los originales se trasladaron al Museo dell'Opera del Duomo. Se colocaron muy alto, por lo que se vieron desde la distancia, en un ángulo agudo, factores que debían tenerse en cuenta en las composiciones e hicieron que «los detalles finos fueran prácticamente inútiles para el efecto visual».
Después de dejar Florencia en 1424, puede haber estado asociado con Niccolò di Pietro Lamberti, otro escultor florentino, que con su hijo Pietro di Niccolò ya se había establecido en Venecia desde 1421, después de una primera estancia en 1416.
A il Rosso se le atribuyen partes de su principal encargo, para capiteles en el exterior del Palacio Ducal. Se cree que Rosso ejecutó un relieve de esquina del Juicio de Salomón sobre la planta baja, frente a la Piazzetta, una posición muy destacada.
Una serie de los encargos más grandes en las ciudades controladas por Venecia en las que probablemente estuvo involucrado son tumbas de pared con marcos grandes, algunas de las cuales incluyen pinturas significativas en todo el conjunto. El más llamativo de ellos es el Monumento a Brenzoni en la iglesia de San Fermo Maggiore, Verona, que incluye un grupo de Cristo resucitado, cuatro soldados dormidos, tres ángeles y dos putti que sostienen grandes dosel cortinas de mármol, un estilo veneciano en tumbas de pared, que aquí da a la escena algo del efecto de un tableau vivant. Encima de esto, un fresco de la Anunciación es la primera obra importante del pintor Pisanello que se conserva. El conjunto está rematado por una estatua de un profeta. El monumento probablemente se inició en la década de 1420, con los frescos terminados en 1426, pero solo se terminó en 1439.

Rosso se menciona en la inscripción:
QVEM GENUIT RUSSI FLORENTIA TUSCA IOHANNIS/ ISTUD SCULPSIT OPUS INGENIOSA MANUS. («La mano ingeniosa de Giovanni el pelirrojo, hijo de la Florencia toscana, esculpió esta obra».)
Dos grandes tumbas murales similares que combinan pintura y escultura, con las que consideran algunos, pero otros no, que il Rosso han estado involucrado, en primer lugar, en el Monumento a Serego para un general de la familia Scaligeri, gobernantes de Verona, en Santa Anastasia, Verona, que data de alrededor de 1429. Esto es de il Rosso y Lambertis, o una colaboración entre ellos. Tiene una estatua ecuestre (menos de tamaño natural) encima de un sarcófago, y al igual que con el Monumento a Brenzoni, esto se revela mediante dos figuras que sujetan grandes cortinas.
En segundo lugar, está el único gran monumento de terracota en Venecia, que conmemora al fundador de la Iglesia Frari, Beato Pacifico, ejecutado alrededor de 1432-1437. Este tiene un grupo del Bautismo de Cristo con varias figuras, encima de un sarcófago con relieves; ambos están bajo un arco con números de ángeles de medio cuerpo y figuras sagradas que emergen de un follaje exuberante. Si Rosso contribuyó a este trabajo, podría haber sido solo haciendo dibujos para la composición.
En 1432-1435 trabajó en el portal de entrada principal de la Basílica de San Nicolás de Tolentino, con un marco arquitectónico que es «una extraña mezcla de motivos románicos y góticos», por no hablar de los clasicistas del Renacimiento, con esculturas de San Jorge y el Dragón sobre la Virgen y el Niño flanqueado por dos santos. A cada lado, un santo o profeta se para individualmente en cada uno de los cuatro niveles. El San Jorge parece inspirarse en un modelo clásico.
La última mención de él en registros documentales es en febrero de 1452, en los registros de la Catedral de Florencia, en relación con el transporte y reasignación de un bloque que había abandonado en las canteras de mármol de Carrara. Parece que ya había muerto en este punto, quizás a fines de la década de 1430, después de lo cual actualmente no hay registros definitivos de su actividad.

## Lectura adicional
- Schulz, Anne Markham (1997). Nanni di Bartolo e il portale di San Nicola a Tolentino. Florencia.

- Datos: Q3335680
- Multimedia: Nanni di Bartolo / Q3335680